# Temps solar
El temps solar és una forma de mesurar el temps basada en el moviment aparent del Sol sobre l'horitzó del lloc on ens trobem. Pren com a origen l'instant en què el Sol passa pel meridià, que és el seu punt més alt en el cel, anomenat migdia. A partir d'aquest instant es van comptant les hores en intervals de 24 parts fins que es completa un cicle diürn.
No obstant això, el Sol no té un moviment regular al llarg de l'any, i per aquesta raó el temps solar es divideix en dues categories:
- El temps solar vertader està basat en el dia solar vertader, que és l'interval entre dues tornades successives del Sol al meridià local. El temps solar pot ser mesurat amb un rellotge de sol.
- El temps solar mitjà està basat en un sol fictici que viatja a una velocitat constant al llarg de l'any. La duració del dia solar mitjà és de 24 hores i és constant durant tot l'any.

La duració d'un dia solar vertader varia al llarg de l'any. Açò se deu al fet que l'òrbita terrestre és una el·lipse, i no un cercle, i que la Terra en el seu moviment de translació es mou més ràpid quan es troba a prop del Sol i més lentament quan n'està allunyada (veure Lleis de Kepler). A causa d'açò, el dia més curt de l'any és el 15 de setembre, mentre que el dia més llarg és el 22 de desembre tant a l'hemisferi nord, com a l'hemisferi sud.
La diferència entre el temps solar vertader i el temps solar mitjà s'anomena equació de temps i a vegades arriba a ser de 15 minuts.